# Calycobathra acarpa
Calycobathra acarpa är en fjärilsart som beskrevs av Edward Meyrick 1891. Calycobathra acarpa ingår i släktet Calycobathra och familjen fransmalar. Inga underarter finns listade i Catalogue of Life.